# 威斯康星路德學院
威斯康星路德學院（Wisconsin Lutheran College，縮寫：WLC）是位於美國威斯康星州密爾沃基和沃瓦托薩交界處的一所私立文理学院，成立於1973年。2016年《美國新聞與世界報道》在“全國文理學院”排名中將其列在第174位。